# جيمس الكسندر داوغرتي
جيمس الكسندر داوغرتي هو قاضي وسياسي أمريكي، ولد في 30 أغسطس 1847 في بنسيلفانيا في الولايات المتحدة، وتوفي في 26 يناير 1920. نشط حزبياً في الحزب الديمقراطي. وقد انتخب عضو مجلس نواب ولاية ميزوري ‏ وانتخب عضو مجلس النواب الأمريكي ‏.